# 小馬圳
小馬圳為一座位於臺灣臺東縣東河鄉境內的灌溉水圳系統，其最早由當地原住民受日本台灣總督府指示下開設，當時小馬圳稱為小馬埤圳。
水圳取水自馬武窟溪，並分別於馬武窟溪北溪以及馬武窟溪南溪各設置一個進水口，而長7.6公里的圳道約有2公里半圳道位於東河鄉境內，其餘皆在成功鎮境內，目前小馬圳由臺東農田水利會東河工作站進行維護與管理。

## 歷史

### 小馬圳
小馬圳位屬東部海岸零星埤圳灌區當中，單一灌區灌溉面積(約100公頃)最大之圳路，該圳約於百年前由住在此地的阿美族人，為了灌溉田園，於是沿著海岸山脈馬沙林尼山的山壁，合力開掘一條水圳，為當時的小馬圳（一說高原圳），小馬圳以暗渠方式引馬武窟溪上游溪水灌溉小馬地區農田，水圳工程於西元1929年（民國18年，昭和4年）完工通水，將馬武窟溪溪水引到山外濱海的小馬地區。

### 小馬隧道
1920年（大正9年）起，台灣總督府命令泰源地區的阿美族人義務勞動，開挖穿越海岸山脈馬沙林尼山，以暗渠方式引馬武窟溪上游溪水灌溉小馬地區農田，花費20年的時間，於1929年（昭和4年）完工，稱「小馬埤圳」。1935年（昭和10年），台灣總督府為改善泰源盆地對外交通以及兼具附近居民的防空避難所，命令當地阿美族人繼續用人工方式，將原寬2公尺的暗渠引水道拓為4公尺寬人車可通行的隧道，總工程於1932年(民國21年)完工，即現存之「小馬隧道」。因逢二次世界大戰空襲期間，小馬隧道兼具為附近居民的防空避難所。戰後，小馬隧道被台灣省公路局改稱為「泰源隧道」，是當時臺東縣境內唯一的公路隧道。
2004年(民國93年)當地成功鎮民認為該隧道位於小馬段，且早年稱小馬埤圳，戰後所改稱的泰源隧道並不妥當。並由當地耆老王河盛提供資料，於成功鎮鎮民代表會第17屆第8次臨時會中，通過「隧道應回復正名為小馬隧道」案，函請成功鎮公所辦理。鎮公所順應民意，於2004年(民國93年)10月將該隧道正名為小馬隧道，並在東口左側立碑為誌。
小馬隧道寬3.5公尺，高3.75公尺、長230公尺。除兩端在戰後稍作整修、塗以水泥外，其餘均保留人工開鑿痕跡。

### 東河工作站
東河工作站原日治時代轄於新港水利組合之下，中華民國接管臺灣後1956年(民國45年)當時台灣省政府鑑於水利事業關係國計民生，為加強水利會組織管理，以利農田水利事業，將新港水利組合改組為新港農田水利會並於1970年(民國59年)裁併至台東農田水利會，將北東河村新港水利組合原址改為東河工作站。
因原新港水利組合辦公廳太窄又於1982年(民國71年)6月1日遷至南東河現址。

## 改善工程
小馬圳因早期進水口及圳路設施老舊，且圳路位處深山峭壁皆為土渠及乾砌塊石，山壁時易落石崩塌嚴重，已多年無法通水灌溉。台東農田水利會，即擬定計畫分年分期予以改善，並配合交通部公路總局拓寬台23線富東公路自民國82年起至民國96年，分年編列預算辦理更新小馬圳。
| 施工年度 | 工程名稱                           | 工程內容                                        | 工程金額               |
| -------- | ---------------------------------- | ----------------------------------------------- | ---------------------- |
| 82       | 小馬圳改善工程                     | 清圳(暗渠)520M,人孔4處,排砂道1處                | 新台幣 803,076元       |
| 84       | 小馬圳幹線改善工程                 | U型混凝土內面工1050M,護坡工524M                 | 新台幣4,500,000元      |
| 85       | 小馬圳南北支線改善工程             | 塑膠管埋設1198M,鋼管架設2M,人孔工6處            | 新台幣 2,047,100元     |
| 85       | 小馬圳幹支線改善工程(第一期)       |                                                 | 新台幣 1,171,825元     |
| 85       | 小馬圳幹支線改善工程(第一期)第二批 | 涵管、內面工500M,加蓋工197M,排水工3處,人孔工3處 | 新台幣 2,409,700元     |
| 86       | 小馬圳改善工程                     | U型混凝土內面工62M,暗渠工206M,加蓋工212M        | 新台幣2,269,000元      |
| 88       | 小馬圳改善工程(一)                 | 管路工673M                                      | 新台幣7,522,539元      |
| 89       | 小馬圳改善工程                     | 管路工336M                                      | 新台幣2,917,886元      |
| 94       | 小馬圳改善工程                     | 暗渠工522M,紐澤西護欄30M,集水井3座              | 新台幣 5,119,000元     |
| 96       | 小馬圳幹線改善工程                 | 橋台2座,管路250M,機房1座,管理道路126M           | 新台幣3,229,000元      |
|          |                                    |                                                 | 總計新台幣37,961,126元 |

## 圖片集

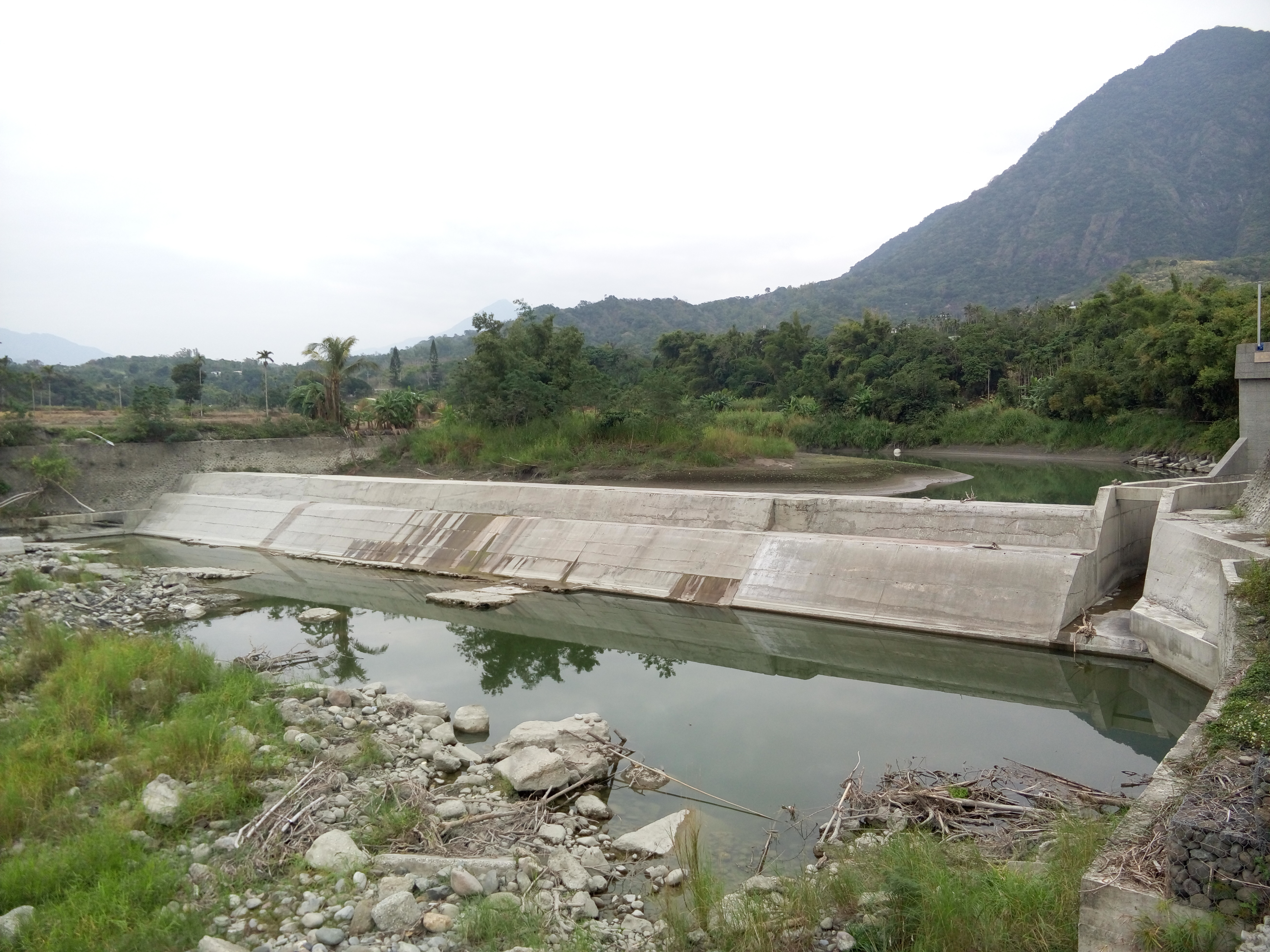
小馬圳馬武窟溪北溪進水口攔河堰
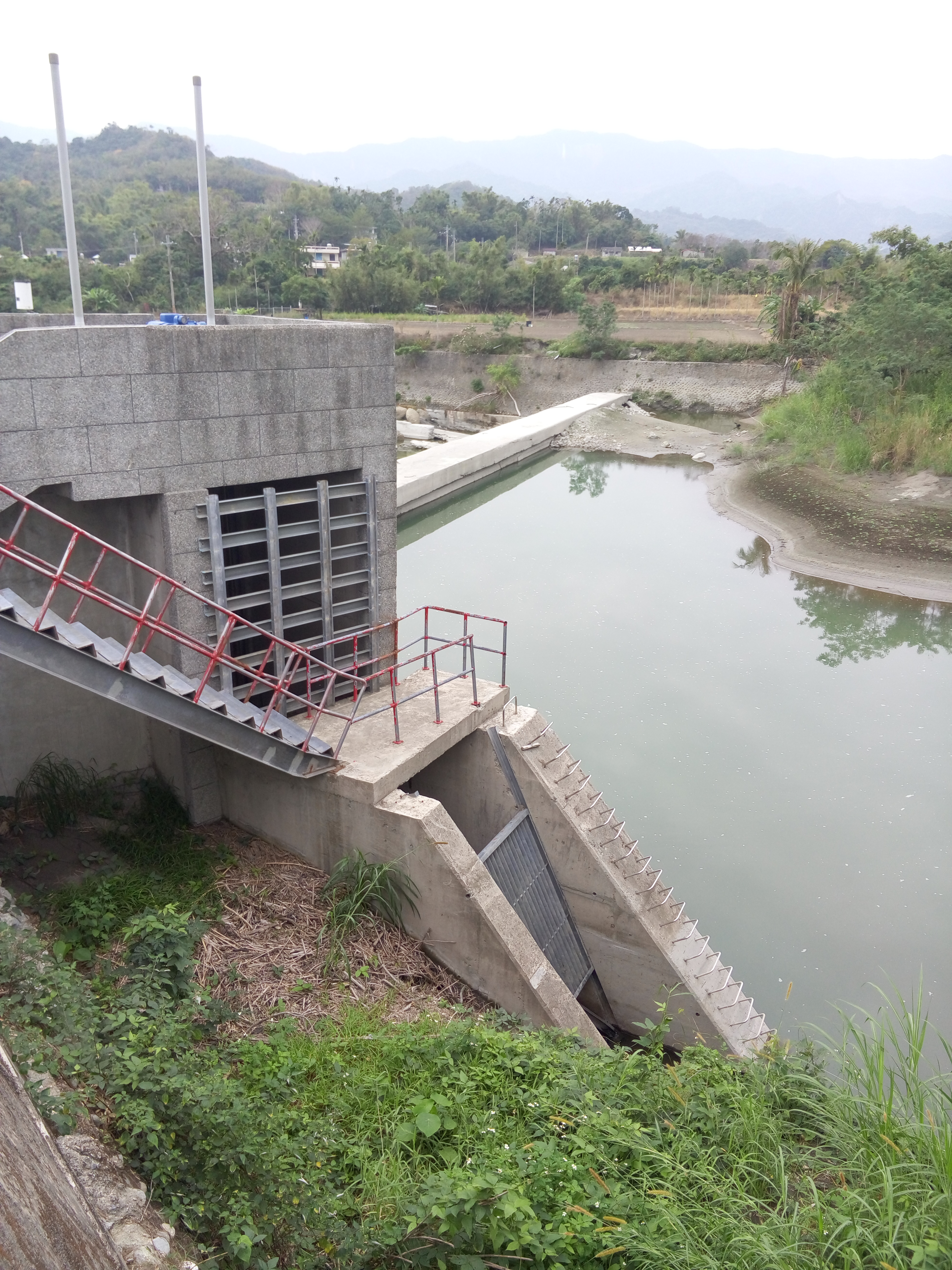
小馬圳馬武窟溪北溪進水口
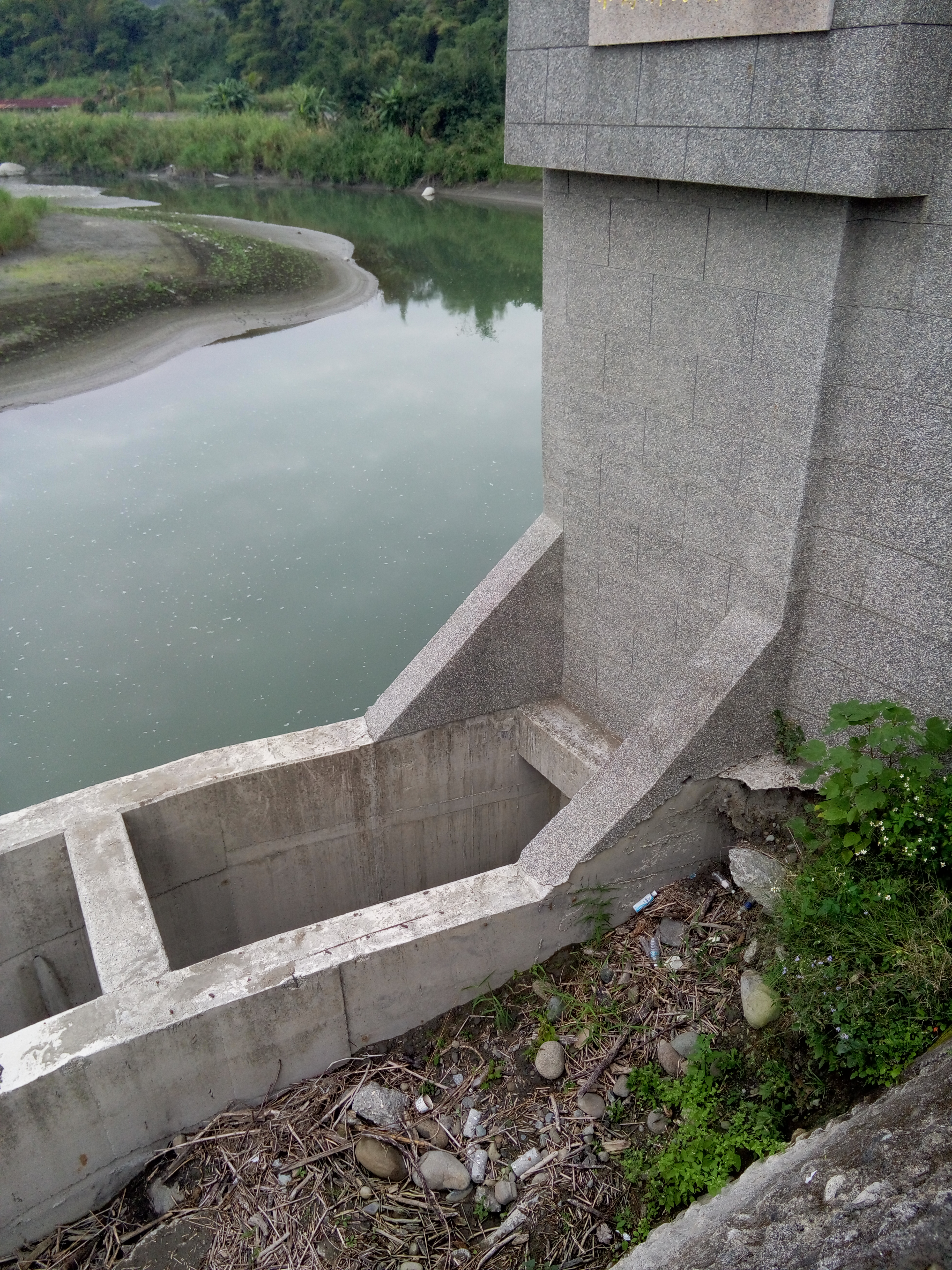
小馬圳馬武窟溪北溪進水口緊急排水道
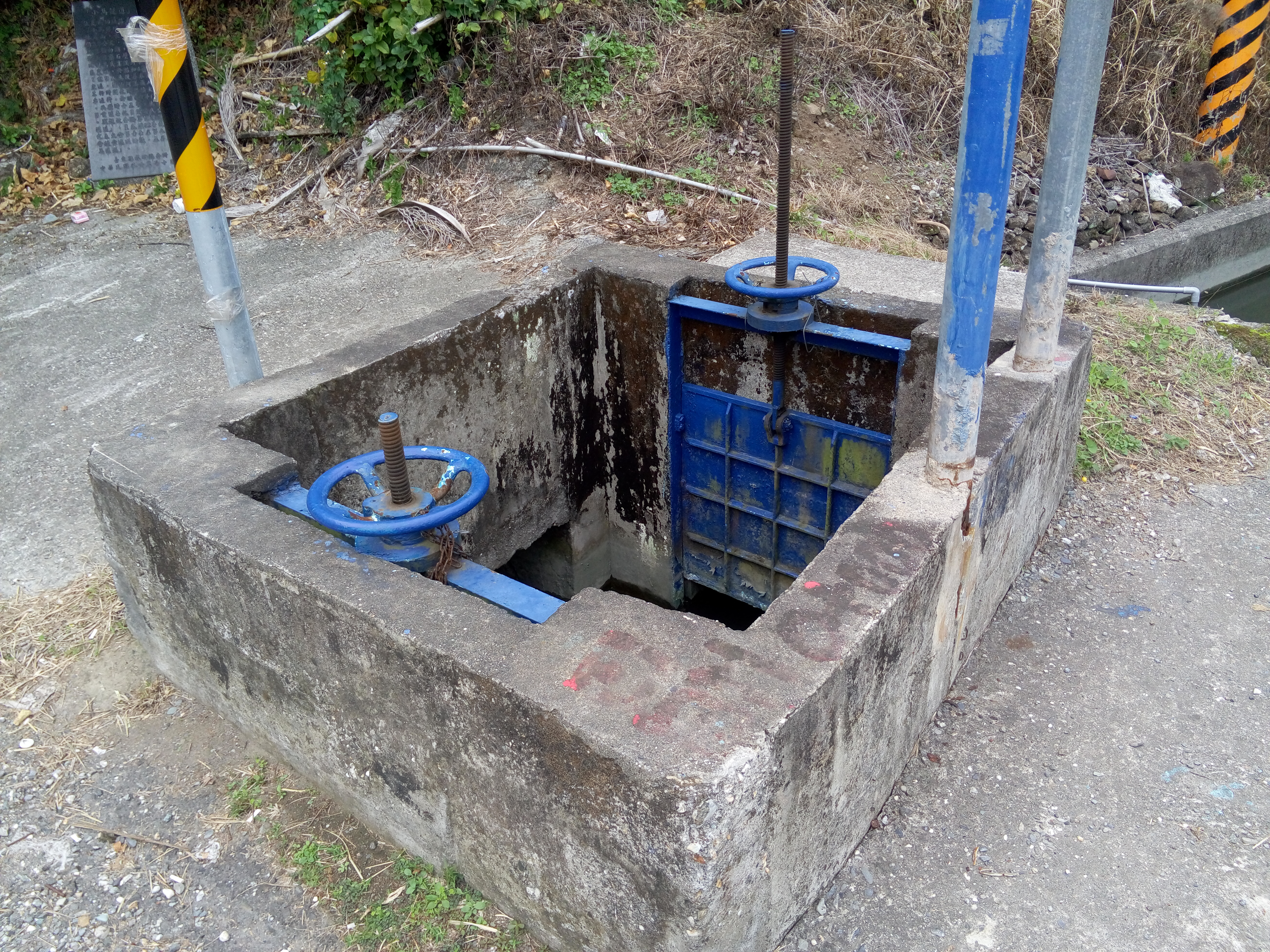
小馬圳位於小馬隧道東口外的分水工
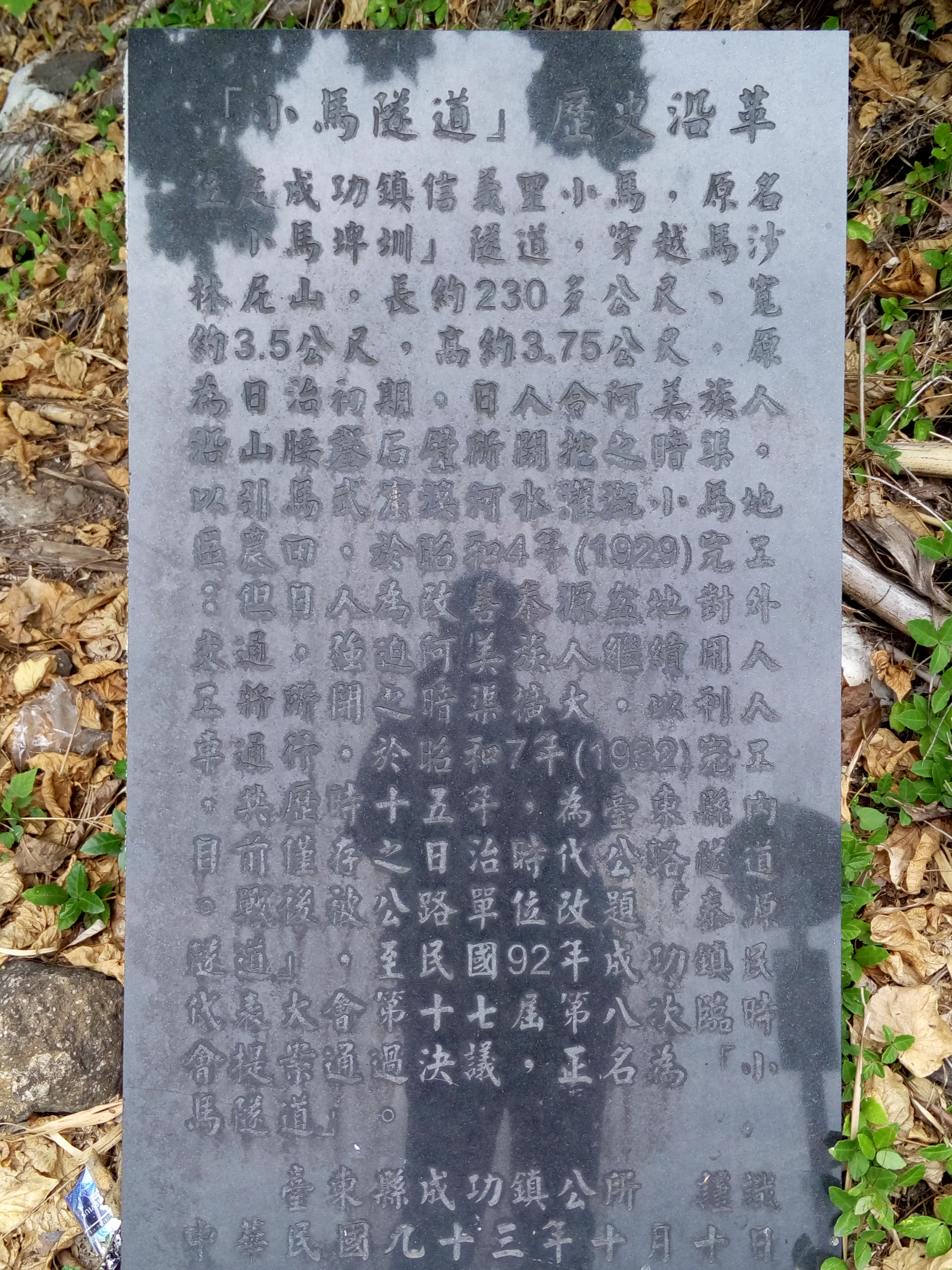
設置於小馬隧道(泰源隧道)東口路旁的紀念碑

## 周遭景點
- 舊東河橋
- 泰源幽谷
- 登仙橋
- 金樽漁港

## 資料來源
1. ↑  .   [2014-12-13]. （原始内容存档于2014-12-16）.
2. 1 2 3 4 5 6 7 8 9 10 11 12 13  .   [2014-12-13]. （原始内容存档于2019-06-04）.
3. 1 2 3  .   [2014-12-13]. （原始内容存档于2014-12-13）.
4. 1 2  .   [2014-12-13]. （原始内容存档于2013-12-17）.